# A Letter from Death Row
A Letter from Death Row è il primo album in studio del cantante statunitense Bret Michaels, pubblicato il 25 agosto 1998.
È stato realizzato come colonna sonora del film omonimo da lui stesso prodotto con cui recitò assieme a Martin e Charlie Sheen

## Tracce
1. Party Rock Band (feat. C.C. DeVille) – 2:51
2. Human Zoo – 3:14
3. The Last Breath (feat. Rikki Rockett) – 4:17
4. I'd Die for You (feat. Randy Castillo) – 3:21
5. Times Like These – 4:07
6. Little Willie – 3:17
7. The Devil Inside – 4:38
8. A Letter from Death Row – 3:45
9. Sounds of Sex (feat. The Hines Bros) – 4:04
10. "69" – 4:27
11. Angst Mary – 3:27
12. Steel Bar Blues/Violent Endings – 4:36